# Bloom (teste)
Bloom é um teste usado para medir a resistência de um gel, mais comumente gelatina. 
O teste foi originalmente desenvolvido e patenteado em 1925 por Oscar T. Bloom (em inglês) no Find a Grave .
O teste determina o peso em gramas necessário para que um êmbolo específico (normalmente com diâmetro de 0,5 polegada) comprima a superfície do gel em 4 mm sem quebrá-lo a uma temperatura especificada. O número de gramas é chamado de valor Bloom, e a maioria das gelatinas têm entre 30 e 300 g Bloom. Quanto maior o valor de Bloom, maiores serão os pontos de fusão e gelificação [en] de um gel e mais curtos serão os tempos de gelificação [en]. Este método é mais frequentemente usado em cápsulas de gelatina mole ("cápsulas moles"). Para realizar o teste de Bloom em gelatina, uma solução de gelatina a 6,67% é mantida por 17 a 18 horas a 10 °C antes de ser testada.
Várias gelatinas são categorizadas como "Bloom baixo", "Bloom médio" ou "Bloom alto", mas não existem valores específicos universalmente definidos para essas subfaixas. A gelatina é um material biopolímero composto por cadeias polipeptídicas de comprimentos variados. Quanto mais longa a cadeia, maior o número de Bloom:
| Categoria   | Número Bloom ou resistência Bloom ou fator Bloom | Média massa molecular | Exemplos                             |
| ----------- | ------------------------------------------------ | --------------------- | ------------------------------------ |
| Bloom baixo | 30–150                                           | 20.000–25.000         | Beef hide low Bloom gelatin (USP-NF) |
| Bloom médio | 150–225                                          | 40.000–50.000         | Gelatina tipo B                      |
| Bloom alto  | 225–325                                          | 50.000–100.000        | Gelatina tipo A                      |